# Part of the Art

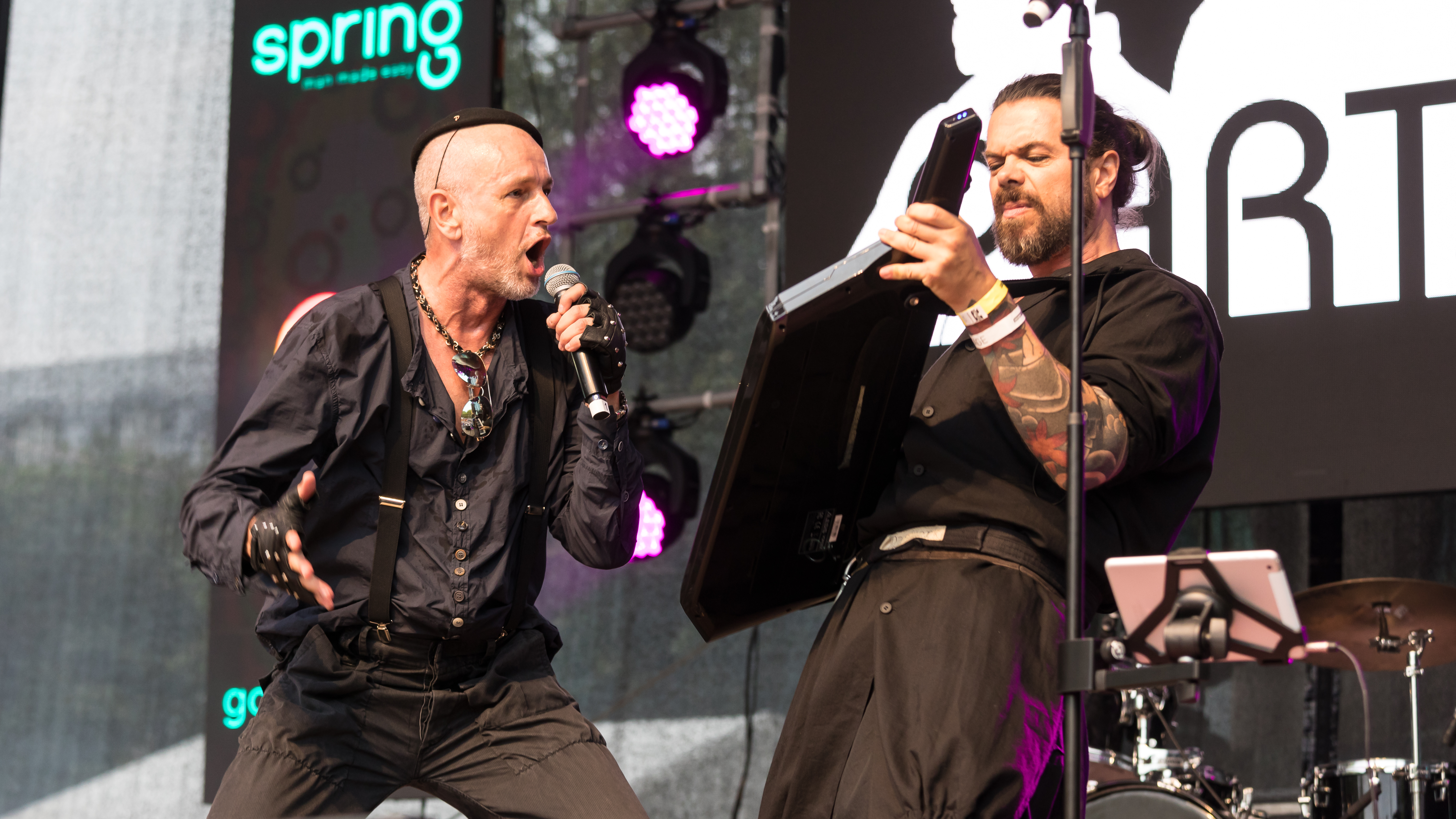
Part of the Art - Stephan Runge und Carsten Düsener, 2019

Part of the Art ist der Name eines deutschen Synthie Pop-Projekts.
Projektleiter von Part of the Art ist der Kölner Musiker und Komponist Carsten Düsener. Seit Mitte der 1990er-Jahre experimentiert er mit elektronischen Sounds und komponierte zahlreiche Synthie-Tracks mit wechselnden Künstlern an seiner Seite.

## Geschichte
Düsener startete 1988 als DJ in den heimischen Clubs und sammelte Erfahrungen, um Mitte der 1990er Jahre sein eigenes Künstlerprojekt „Part of the Art“ ins Leben zu rufen. Er verknüpfte klassische Elemente mit modernen Electrosounds und machte die Musik tanzbar für die Clubs. So entstand das Album Opera Electronica mit dem er in Asien einen ersten Achtungserfolg erzielen konnte. Ende 2010 tat er sich mit dem Sänger, Komponist und Schauspieler Stephan Runge zusammen, um mit Retronika und Poptronika zwei Studioalben mit vorwiegend eigenen Tracks aufzunehmen.
Düsener komponierte und produzierte die Musik, Runge zeichnete für die Texte und den Gesang verantwortlich. Beide Musiker sind beeinflusst vom Synthie-Pop-Sound der 1980er-Jahre, von Pop-Wave-Bands wie den Pet Shop Boys, Visage, Human League oder Propaganda.
Seit 2015 veröffentlichten Part of the Art 3 englischsprachige Alben, ein deutschsprachiges Album (NDW) sowie mehrere EP’s mit Coverhits der 80er „mit den Sounds von heute“.

## Diskografie
- Opera Electronica, 2008
- Küssen Müssen (feat. Helena Miles), 2009
- Velocity, 2010
- You Have It All – Single, 2011[3]
- Pure Pressure – Single, 2012
- Retronika, 2012
- Let's Dance (feat. Romy Haag), 2012
- Poptronika, 2013
- Undercover, 2014
- 80s Hirs Reloaded, 2018
- Running Up That Hill, 2022
- Wir Tanzen Deutsch, 2024